# Witold Wit Jaworski
Witold Wit Jaworski (n. 2 august 1944, Żywiec) a fost un poet, publicist și eseist polonez. A absolvit facultatea de filozofie din cadrul Universității Jagellone. A fost doctor în științe umaniste și profesor universitar la Institutul de Științe Sociale a Universității de Știință și Tehnologie AGH din Cracovia. În 1976 și 1979 a călătorit cu motocicleta în Turcia, Iran, Afganistan, Pakistan și în alte țări.
A publicat și în străinătate: Croația, Estonia, Grecia, Mexic, Norvegia, Germania, România, Serbia, Slovacia, Ucraina, Statele Unite ale Americii, Austria, iar poeziile și eseurile sale au apărut în reviste din Cehoslovacia, URSS, Iugoslavia, România, Mexic, Norvegia, Statele Unite ale Americii, Germania, Grecia, Austria.

## Volume de versuri
- Adres zwrotny (1974)
- "Sto kwiatów?" (1981)
- Poezja filozofów (1984)